# Нижня Манява
Нижня Маня́ва (рос. Нижняя Манява, башк. Түбәнге Мәнәү) — хутір у складі Бєлорєцького району Башкортостану, Росія. Входить до складу Інзерської сільської ради.
До 9 листопада 1995 року хутір перебував у складі Татлинської сільради.
Населення — 6 осіб (2010; 6 в 2002).
Національний склад:
- росіяни — 100%